# Sun King (披頭四歌曲)
《Sun King》是由英國搖滾樂團披頭四成員約翰·藍儂創作、收錄於專輯《艾比路》的1969年歌曲。（專輯上是以藍儂-麥卡尼「Lennon–McCartney」的名義發表）

## 概要
原先歌曲的名稱是《Here Comes The Sun King》（太陽王出來了），但因為與《艾比路》專輯裡另一首歌《Here Comes The Sun》（太陽出來了）相似而改名。此曲的開頭是連接在前一首《You Never Give Me Your Money》的尾聲處，並同樣在結尾處會直接不中斷接下一首曲子《Mean Mr. Mustard》。
歌曲中出現朦朧的鼓聲是鼓手林哥·史達以厚巾子蓋住鼓所敲出的效果，而喬治·哈里森為此曲做出的吉他演奏則是受佛利伍麥克在1969年發表的演奏曲《Albatross》風格影響。在結尾處則有著藍儂與保羅·麥卡尼以西班牙語及葡萄牙語隨意講出來的字詞。

## 演奏成員
- 約翰·藍儂：主唱、節奏吉他、響葫蘆、多軌錄音
- 保羅·麥卡尼：和聲、貝斯、模糊音效
- 喬治·哈里森：和聲、主吉他
- 林哥·史達：鼓、邦歌鼓
- 喬治·馬丁：電子風琴

## 翻唱者
- 比吉斯：收錄於1976於專輯《All This and World War II》